# Orfebreria

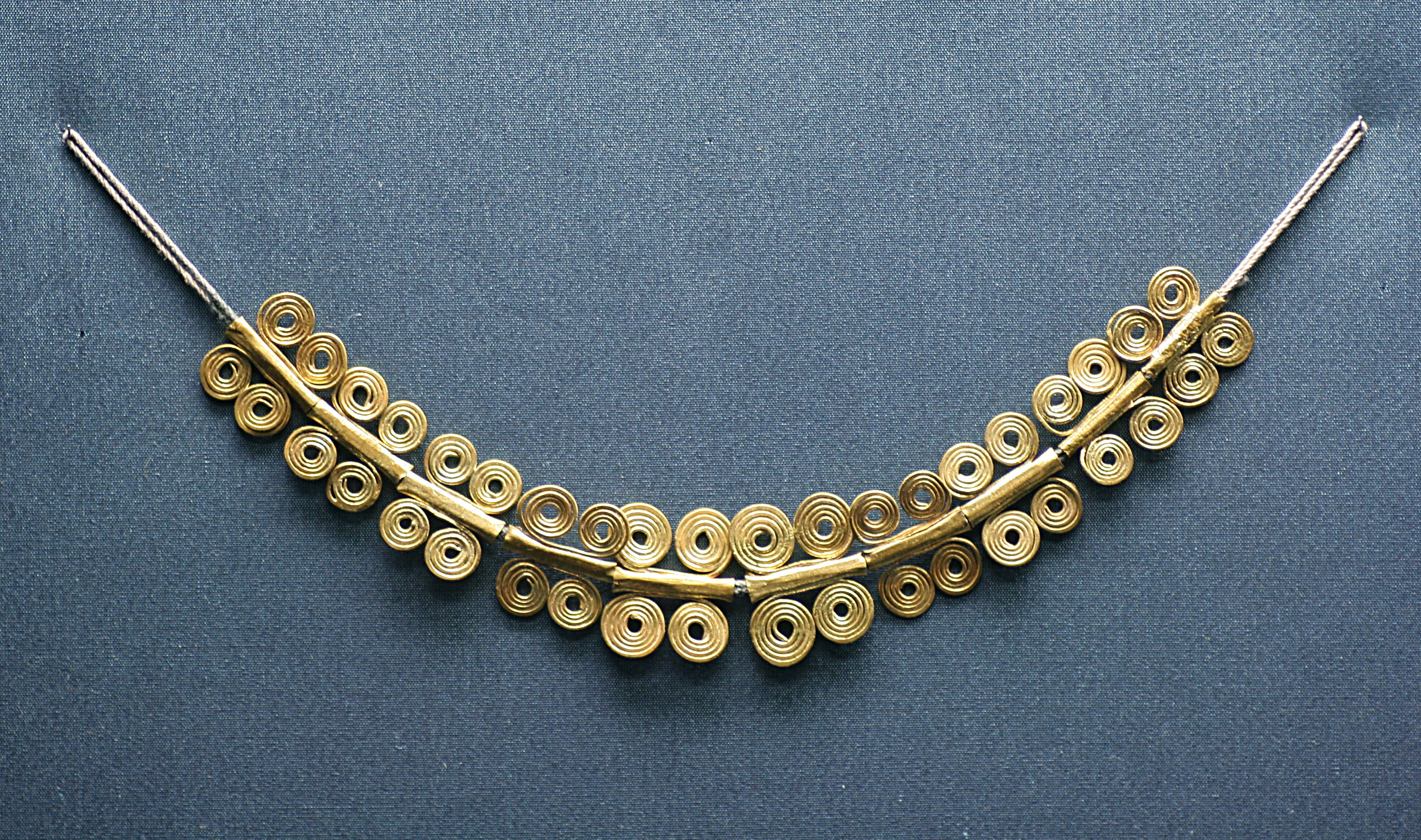
Collaret micènic,

L'orfebreria és l'ofici de treballar els metalls preciosos, especialment l'or. Correntment, l'orfebreria i l'argenteria són considerades com una mateixa cosa, car comprenen gairebé els mateixos processos i les respectives històries són pràcticament indissociables. El mot prové del llatí auri ('or') i faber ('fabricador'). Dins d'una concepció actual el concepte d'orfebreria és considerada sinònim d'argenteria. Concretament, a Catalunya la paraula argenter va prevaler des dels orígens medievals fins a l'inici del segle xx, moment en què s'anà generalitzant la paraula orefebre. Cal remarcar que actualment a les terres catalanes, les formes més tradicionals són les d'"argenter" i "joier", les quals donaren nom a les confraries d'origen medieval.
Els metalls que constituïxen els objectes d'orfebreria pròpiament dits són eminentment l'argent i l'or, o bé una barreja d'ambdós, que a l'antiguitat es deia electró. Amb aquests metalls es fabriquen, ja des de la prehistòria, utensilis molt variats com atuells, peces d'adorn, joies, monedes, i estàtues seguint l'estil, l'ornamentació i el gust propis de l'època i de la nació que els elabora, com pot observar-se recorrent les principals civilitzacions.
Les tècniques emprades en el treball de l'or van ser molt senzilles a l'inici. El batut en fred proporcionava làmines i fils que podien adoptar formes diferents. Posteriorment, però encara en una època primerenca, es van utilitzar tècniques com la fusió. Els avenços tècnics van suposar una diversificació de les formes.
A la península Ibèrica, a partir del bronze final es documenten les peces
compostes i els primers aliatges voluntaris.

## Tècniques de fabricació[calcitació]
- Repusssatge, o *repussat (castellanisme per l'ús del sufix -at (castellanisme per l'ús del sufix -at[4]) i *repujat (castellanisme ras i curt): és una tècnica que aprofita la mal·leabilitat dels metalls. El repussatge es fonamenta donant forma a una planxa de metall a cops de martell al seu revers.
- Cisellatge, cisellada o *cisellat (castellanisme per l'ús del sufix -at): es basa en la realització de motius a cops de martell damunt d’un cisell o bé amb punxons que permetin de corbar el metall sobre si mateix i definir esquerdes profundes a partir del revers, perquè surtin a l'anvers. Si la peça es treballa per l'anvers sobre un cos ja en relleu, es tracta d'un «embotit», tècnica que requereix treballar sobre un suport tou encara que consistent perquè la làmina es mantingui fixa.
- Puntejament, puntejatge o *puntejat (castellanisme per l'ús del sufix -at): es realitza mitjançant un punxó i un martell, l'ornamentació sol ser a base de línies i punts.
- Gravadura, gravat (castellanisme per l'ús del sufix -at): S'aconsegueix mitjançant la incisió amb un burí sobre la peça i sota un suport ferm que retingui l'objecte.
- Retallatge, retallament, retallada, *retallat (castellanisme per l'ús del sufix -at): el tallat es realitza amb un simple doblegament, marcant la línia de tall amb una incisió.
- Perforació, colament, colada, *colat(castellanisme per l'ús del sufix -at): es tracta de fer forats per a travessar la làmina fent motius decoratius.
- Brunyiment, brunyida, *brunyit (castellanisme per l'ús del sufix -at): polimentació d’una superfície de metall per a obtenir brillantor. Es fa amb abrasius o fregant amb matèries molt suaus com el feltre.
- Tornejament o *tornejat (castellanisme per l'ús del sufix -at): es col·loca la planxa metàl·lica sobre un eix que gira i s’aplica pressió amb una eina per a fer que la làmina es doblegui i poder-li donar forma.

## Tècniques de decoració
- Estampada o estampació: consisteix a pressionar a cops de martell amb un punxó metàl·lic sobre el revers d'una làmina; a l'extrem del punxó hi ha el dibuix que es vol reproduir en relleu. Quan el punxó deixa la seva marca tan sols per una cara del metall es diu «estampació per impressió», mentre que quan deixa un relleu per una cara i un buit per l’altra s'anomena «estampació repussada».
- Filigrana: és un esquema decoratiu dissenyat mitjançant fils que es solden a una làmina de base. Per fabricar fils hi ha dos mètodes: en un cas, es parteix d'una làmina tallada en tires estretes que s'enrotllen sobre si mateixes; i en l'altre, es realitza una fosa prèvia en motlle per obtenir la forma de fil i després es martelleja fins a obtenir la secció desitjada. Es diu «filigrana asseguda» quan els fils es solden sobre una base i «filigrana a l'aire o calada» quan els fils s'uneixen entre si, sense base.
- Granulatge: Es basa en el mateix principi que la filigrana però en aquest cas es solden petites esferes metàl·liques formant diversos motius. Generalment «filigrana» i «granulat» es combinen entre si.
- Damasquinatge: és la incrustació de fils de metalls preciosos en incisions prèviament fetes a la planta de metall seguint el dibuix triat.
- Niellatge: incrustació d’un esmalt de color negre a un material de base. Normalment s’empra el plom, el coure o el sofre.
- Dauradura o daurament: és l’aplicació d’or sobre una superfície metàl·lica a la planxa. Es pot fer en fred o en calent: el primer es fa donant cops de martell i es coneix com a «batuda»; quan es fa en calent rep el nom de «dauratge al mercuri» i consisteix a aplicar un amalgama d’or sobre l’objecte que volem daurar de manera que al posar-ho al foc s’evapori el mercuri i es fixi l’or.
- Soldadura o soldatge: unió de dues plaques metàl·liques a través d’un metall fos. Aquest metall ha de tenir un punt de fusió més baix que els materials que es volen unir.
- Incrustació i encastament: ambdues són tècniques de decoració que es basen a realitzar uns enfonsaments a la superfície metàl·lica que subjectin les pedres precioses. La diferència entre elles és que en la incrustació les parets del solc estan lliures i en l'encast consten d’unes parets dentades.
- Esmaltatge: els esmalts són pastes vitrificades obtingudes a partir de la fusió del vidre reduït a pols i acolorit amb òxids metàl·lics.

## Història de l’orfebreria

### Orfebreria prehistòrica
Les primeres troballes van ser senzilles peces d'or que daten del Neolític seguides molt aviat de les d'argent, coure i bronze, a l'obrir-se l'edat que rep el nom d'aquests últims metalls. Els objectes que es van realitzar amb aquests materials consistien en diademes llises, gruixos braçalets i collarets rígids d'una peça, acabada amb boles piriformes, altres collarets formats per enfilalls de boles perforades i, anells i arracades de forma circular senzilla.
L'ornamentació de tals joies, quan existeix, és purament geomètrica i es limita a solcs rectes i en ziga-zaga, dents, circulets, punts fets a martell, etc. Com cosa excepcional, existeix de l'antic Egipte algun ganivet de sílex amb guarnició i beina d'or, ornamentades amb florons i figures d'animals.
Es van elaborar també de coure i de bronze agulles, ganivets i armes diferents en forma de fletxes, espases i destrals amb alguna ornamentació geomètrica al puny i amb un tremp i cort bastant fi a la fulla.
A la península Ibèrica, sobretot a Galícia, s'han trobat bons exemplars de dits braçalets, collarets i arracades d'or, alguns d'ells amb aplicacions de filigrana que podrien ser de l'època de l'art ibèric pròpiament dit.

### Edat Antiga

#### Orient Pròxim
Per les referències dels primitius historiadors, els relats de les inscripcions cuneïformes i per les escenes dels relleus antics d'Assíria i Pèrsia, sabem que les obres d'orfebreria van ser molt abundants i sumptuoses en aquests imperis, encara que no hagin arribat fins als nostres temps res més que senzills i escassos exemplars de preciosos objectes. Consta que els reis i magnats assiris i perses utilitzaven vaixelles d'or i argent, penjolls i ornaments d'inestimable preu, carruatges i aparells de muntura quallats d'or i argent, cadires i trons, taules i llits de preciosos metalls o de bronze daurat, etc.
Algunes peces metàl·liques que s'han descobert en les ruïnes d’antigues ciutats són les següents:
- Imperi caldeu: tosques estatuetes de coure de la col·lecció Sarzec del Museu del Louvre.
- Imperi assiri: planxes de bronze repujat als relleus dels quals figuren escenes guerreres i victòries de l'emperador. Aquestes planxes adornaven les portes del palau d’Asurnasirpal a l'antiga Imgur-Bel, els quals es troben al Museu Britànic i són coneguts amb el nom de Portes de Balawat.
- Imperi persa: anells, arracades i altres penjolls de bronze (alguns amb incrustacions d'or) descoberts en Susa i a l'antiga Rages (aquests amb formes espirals).

#### Egipte

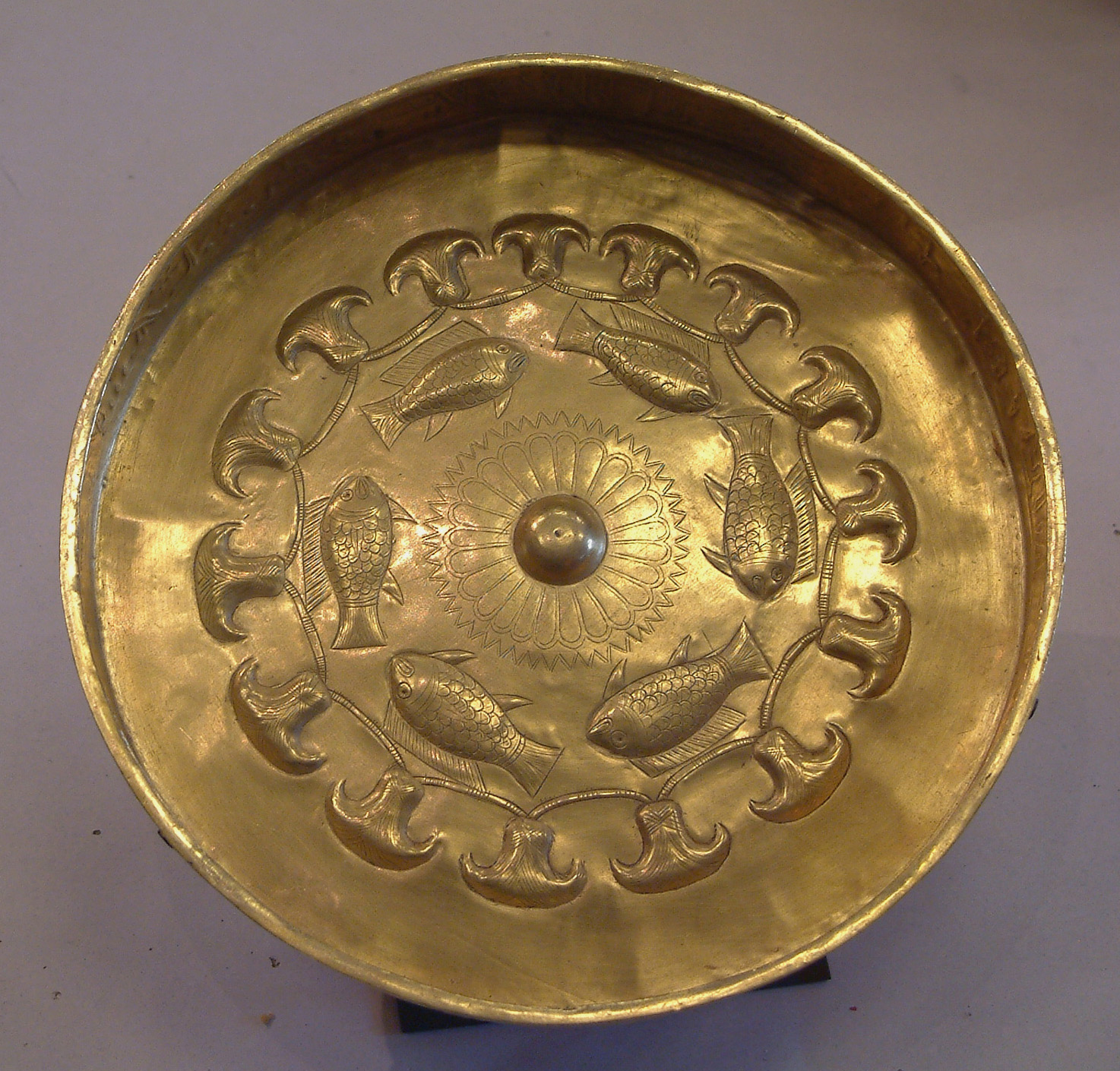
Orfebreria d'Egipte. Dinastia XVIII.

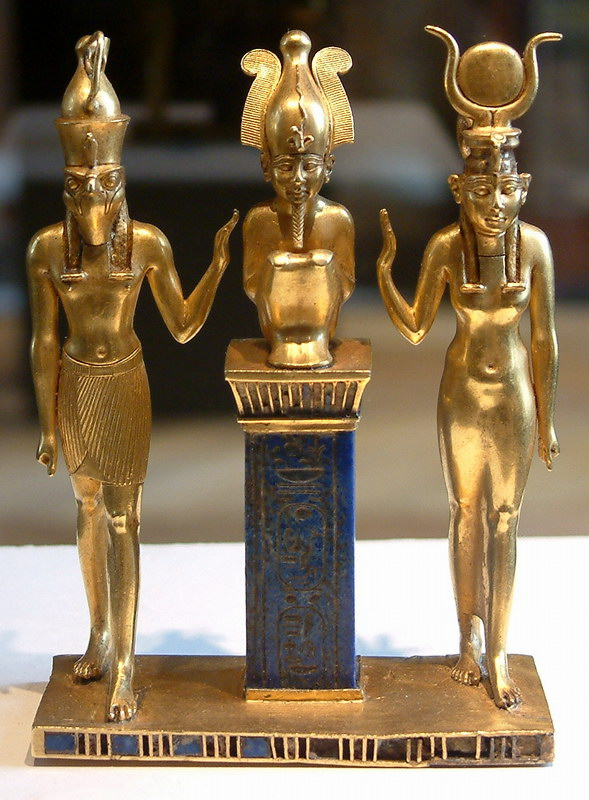
Orfebreria d'Egipte. Dinastia XXII.

L'orfebreria egípcia, datada des de l'època predinàstica, va emprar l’or amb abundància en utensilis valuosos i també per recobrir o xapar altres estris fets de bronze, pedra o fusta. Consta que les mines de coure de la península del Sinaí es van explotar des d'èpoques de les primeres dinasties.
Els atuells d'ús quotidià en temples, palaus i cases dels nobles normalment eren d'or amb relleus i gravats de figures. En or, bronze daurat i ivori es van elaborar moltíssimes estatuetes en honor de les divinitats i alts personatges. De la mateixa manera, els trons, mobles, braçalets, collarets, anells, etc., van ser adornats amb pedreria. Les portes dels temples, els relleus de pedra i els sòcols i obeliscos més preuats es revestien amb planxes d'or o electrum. Es feia servir el bronze com a material ordinari en estris domèstics i en estàtues, que moltes vegades s’adornaven amb incrustacions d'or i argent.
Entre els objectes preciosos d'orfebreria egípcia que han arribat fins als nostres dies destaca la col·lecció de joies de la reina Aah-Hotep, que figura al museu del Caire i que es van trobar en el sepulcre de la reina (segle XVI al XVII aC) entre els quals hi ha precioses diademes, collarets, anells, un pectoral, una barqueta d'or i una altra d'argent, amb figuretes de tripulants fetes dels referits metalls.
De la mateixa manera, es poden admirar en l'esmentat museu els riquíssims tresors d'altres princeses de la dinastia XII (segles XX, XIX aC) el nombre de les quals arriba a la xifra de 6.000. El museu del Louvre atresora, entre altres preciositats d'or, la tríada d'Osiris, Isis i Horus i unes copes amb figures gravades. De l'estudi d'aquestes tasques s'infereix que els egipcis usaven els procediments decoratius del repujat, cisellat i fins i tot del granulat, que sol atribuir-se als grecs.
L'orfebreria hebrea tingué influències de l'egípcia, almenys en la confecció dels objectes que van crear els israelites en la seva estada al desert d'Aràbia (Èxode, capítols XXV i XXVI) conservant la memòria de l'art egipci.

#### Fenicis
L'orfebreria fenícia, sempre d'excel·lent tècnica donada la demanda que va haver-hi de les seves joies en tot el Mediterrani, arrenca de les tradicions artístiques de l'àrea sirio-palestina, de l'egípcia i, en menor mesura, de la micènica, com molt bé ha assenyalat G. Pisano.
La joieria  que va conèixer un amplíssim repertori formal (arracades, collarets, anells, braçalets, amulets, etc.) cada vegada va ser més imitada. Al costat dels metalls nobles, les pedres precioses i semiprecioses, així com els esmalts, van contribuir a realçar la fastuosa bellesa de les peces que els orífex fenicis crearen.
Els fenicis, més industrials i comerciants que artistes, van conrear l'orfebreria, joieria i l’art del bronze imitant en el seu estil als altres pobles d'Orient. Les obres més importants que encara es conserven són les joies del tresor trobat a Praeneste (Itàlia) i les del tresor de Curium (Xipre) que deuen datar del segle x aC. Entre les primeres destaca una gran copa d'argent daurada amb relleus de figures egípcies en cercles concèntrics. Del tresor de Curium cal destacar una pàtera d'argent amb relleus assiri-egipcis, a més de variats de penjolls d'or, argent i bronze.
Per identificar cada obra com a pròpia, cada orfebre utilitzava símbols propis en forma de segell que li donava autenticitat a la joia. S'utilitzaven també per augmentar el seu valor, ja que les peces de major qualitat eren sempre reconegudes per la seva marca identificadora. Aquests símbols van ser modificants a través dels segles, fins a derivar en el que seran els nusos celtes, base de l'art medieval celta.
Pel que fa a les joies d'art fenici descobertes a la península Ibèrica, cal adjudicar-les, gairebé completament, als cartaginesos. En elles es descobreixen influències egípcies, assíries i gregues. Per la seva riquesa i importància ressalten les diademes i arracades d'or del Tresor d'Aliseda (Càceres) i pel seu nombre i varietat les joies gaditanes de Cadis i Eivissa trobades en les seves necròpolis cartagineses. Les d'aquestes dues últimes localitats consisteixen principalment en collarets, arracades, anells amb gemmes llaurades o entallades i amulets variats, notant-se en alguns anells que l'or només recobreix l'exterior de la peça, sent l'ànima de coure. De la necròpolis gaditana s'han extret millors joies que les d'Eivissa. A aquest mateix art pertanyen les joies del Tresor de Xàbia.

#### Prehel·lènic

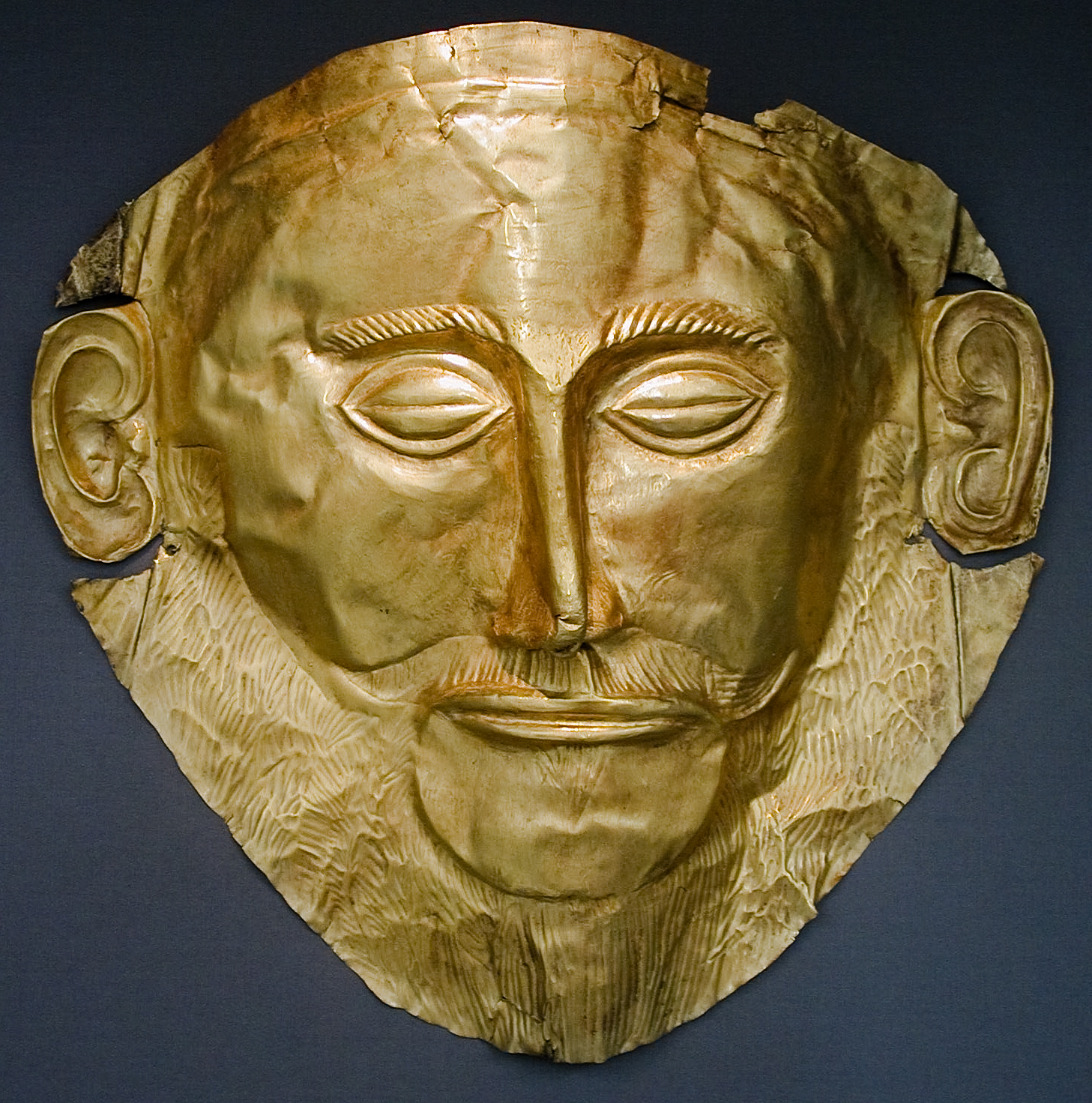
Màscara funeràia d'Agamenón, Micenas.

La civilització micènica es va distingir entre les prehel·lèniques per les seves tasques en orfebreria. Els objectes més interessants són les copes d'or i argent repujades i les joies d'indumentària trobades a Troia i en Micenes. Aquestes joies consisteixen principalment en collarets i diademes d'or repujat de les quals penja una sèrie de medallons o plaquetes mitjançant cadenetes d'or. Amb elles, fan conjunt altres joies d'or com anells, fíbules, grans agulles, braçalets en forma d'espiral, plaques amb figures d'animalons i dibuixos en espiral, punyals de bronze amb incrustacions d'or i argent; els dibuixos representen escenes de cacera, etc. Diverses d'aquestes peces acusen en les seves figures una visible influència caldea o assíria, potser importada pels fenicis.

#### Clàssic

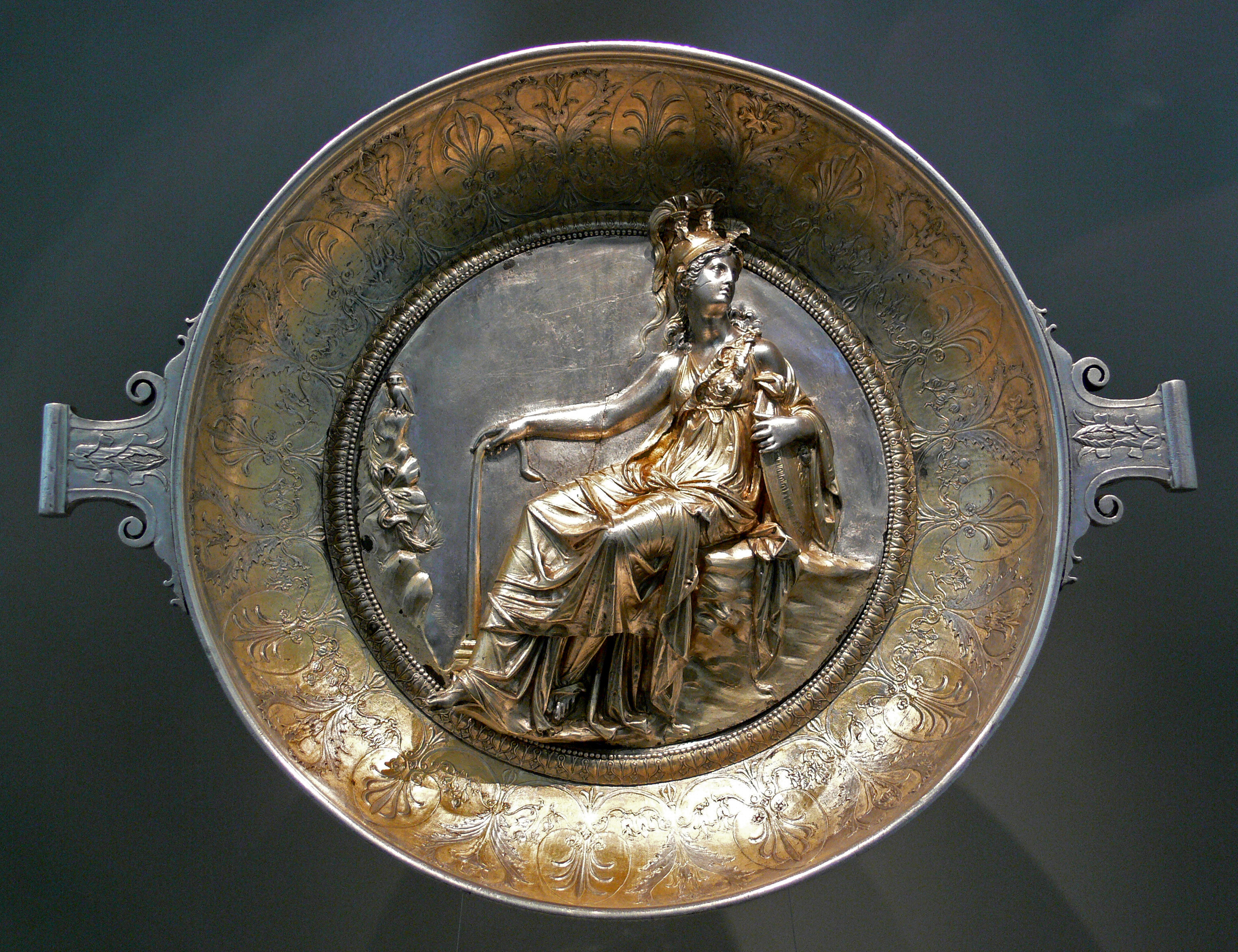
Pàtera de Minerva. Aquesta obra de 30 lliuress romanes (ambdues repujades i cisellades) formen part del tresor de Hildesheim, juntament amb altres 60 peces igualment d'argent, fruit d'un botí.

L'orfebreria aconseguí a Grècia un estat al nivell de les Belles Arts primàries. Als procediments del repujat, cisellat i filigrana ja coneguts en les civilitzacions precedents, es va afegir el granulat. Però s'han trobat joies de la dinastia XII (uns vint segles a.C.) que demostren que els egipcis ja practicaven aquesta tècnica decorativa molt abans que els grecs l'empressin.
Als sepulcres de Grècia s'han trobat plaquetes d'or o d'argent amb figures repujades que es creu que eren ornaments de vestit. S'agreguen a tals obres d'orfebreria grega els nombrosos bronzes del mateix estil col·leccionats pels museus principals com estàtues, amulets, plaques d'adorn amb figures repujades, miralls brunyits i amb gravats en el revers, fíbules, etc.
D'altra banda, no consten objectes d'orfebreria pròpiament romanes fins ja entrada l'època de l'imperi malgrat la riquesa artística dels potentats de Roma des de finals de la República. Tot i estar romanitzat, aquest art va  conservar en els dos o tres primers segles de l'imperi la tradició grega que li havia donat vida. D'aquí ve que la civilització romana ens hagi llegat nombrosos objectes de bronze, plata i or com és el cas de gerros, discos, copes, anells, braçalets i variats penjolls. No obstant, s'insinua en ells la mà romana. Es distingeixen especialment els objectes romans d'argent i or perquè tenen gravades amb punxó alguns senyals indicadors del pes o quantitat del metall preciós que porten.
A la col·lecció que Charles de Luynes va llegar a la Biblioteca Nacional de París es troba la famosa Pátera de Rennes trobada a la població d'aquest nom que és un plat d'or massís amb nombroses figures cisellades representant en el seu fons el triomf de Bacus sobre Hèrcules (o del vi sobre la força). A més, dos gerros d'argent repujada del tipus dels oenochoes grecs trobats a Bernay (França) amb altres gots i estàtues de la mateixa matèria. Amb ells, també figura el major disc o pàtera romana conegut amb el fals nom d'Escut d'Escipión que data del segle iii de la nostra era.

### Edat mitjana

#### Paleocristià
En l'època de les Catacumbes l’orfebreria va ser escassa degut a la situació precària dels fidels. No obstant això, d’aquells segles es conserven a la Pau de Constantí multitud d'anells amb pedres fines que porten símbols cristians gravats, diverses medalles devotes i els gots de vidre daurat que devien servir per a l'altar i per a la celebració dels àpats. Aquests gots i altres vidres semblants en forma de disc es componen de dues làmines entre les quals se'n estén una altra d'or primíssima que porta, pintades o gravades, figures cristianes i inscripcions; d’aquí ve el nom d’aureorgràfics.
Entre les medalles cal destacar el conegut medalló de bronze amb el relleu dels caps de Sant Pere i Sant Pau, que es va trobar en les Catacumbes de Domitila i que s'atribueix al segle ii. Es guarda amb altres dels esmentats objectes a la Biblioteca Vaticana. Però el vidre aureográfic més notable per la perfecció del dibuix es troba al centre de l'anomenada Creu de Santa Elena, una preciosa creu d'argent daurada i quallada de pedreria amb 212 camafeus. Representa els bustos de l'emperadriu Gal·la Placídia i els seus dos fills i s'atribueix als primers anys del segle v.
De l'època també s’ha trobat algunes llànties de bronze de tipus romà i amb símbols cristians.

#### Germànic
En aquesta època es treballava sobretot amb or però també amb plata, maragda i altres metalls als quals li donaven forma i realitzaven obres d'art. Aquestes les usaven per a: decorar la coberta dels llibres, els reliquiaris i els frontals de l'altar. A més, adornaven els relleus amb pedres precioses, esmalts i ivori a més de diferents tipus de maragdes.

#### Romà d'Orient

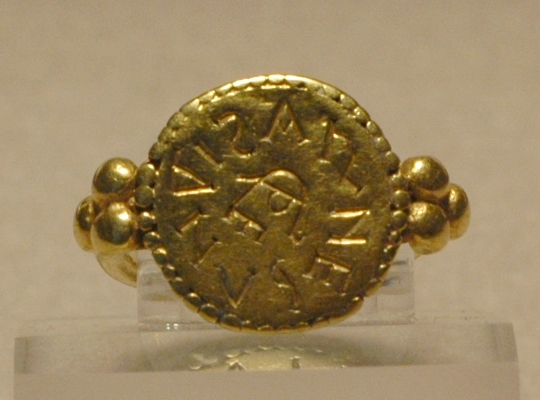
Anell d'or carolingi

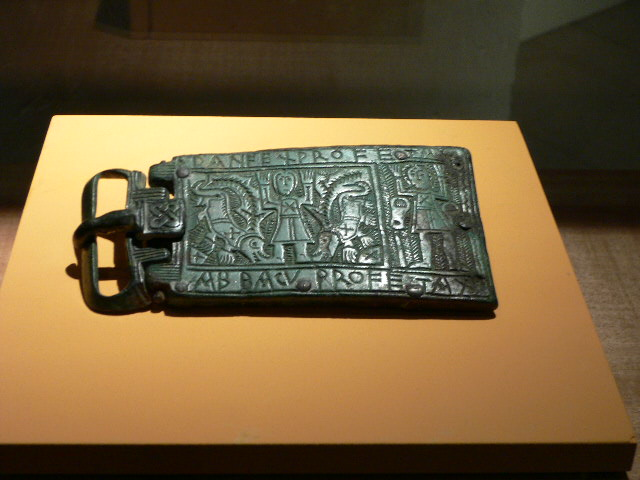
Candau del cinturó merovingi (França).

Es pot afirmar que des de l’apogeu de l'art romà d'Orient en temps de Justinià I (527-565) fins al segle xi, tota l'orfebreria cristiana d'Occident va ser romana d'Orient pròpia o d'imitació. Fins i tot, durant els segles d'art romànic (del XI al XIII) el bizantinisme va tenir gran influència en les obres artístiques de metall que en tal època es van realitzar com ho demostren les que encara existeixen i que es guarden en alguns museus i en els anomenats tresors d'algunes esglésies.
Les peces més conegudes elaborades amb anterioritat a l'època de l'art romànic (segles VI al X) solen ser d'or o de xapat d’or amb filigranes i muntures de pedres fines (granats plans i altres gemmes en forma de caboixons). Aquestes peces es poden classificar de la manera següent:
- Art ostrogot (segle vi): 
  - Les restes d'una armadura d'or de Teodorico, al Museu de Ravenna.
- Art longobardo (segles VI al VII): 
  - Les joies del tresor de la Catedral de Monza, regalades per la reina Teodelinda, entre les quals destaquen les precioses tapes d'un evangeliari.
  - Una corona de la mateixa reina i la Corona de ferro que també es qualifica com a romana d'Orient.
- Art borgonyó primitiu (segles V i VI): 
  - Un cofre - reliquiari a l'Abadia de Sant Maurici (Suïssa).
  - El tresor de la tomba de Khilperic en Tournai guardat el Museu del Louvre.
- Art dels francs merovingis (segles vi i vii): 
  - Les creus i objectes de culte atribuïts a la mà de Sant Eloi a la catedral de Llemotges i en altres esglésies de la regió llemosina.
  - La cadira o tron de bronze daurat que es diu que fou del rei Dagobert i atribuïda igualment a Sant Eloi que va pertànyer a l'església de Sant-Denis.
- Art carolingi (segles VIII al X): 
  - La corona imperial de Carlemany, que porta figures esmaltades i profusió de pedreria.
  - El pom de l'espasa del mateix emperador que es troba a París.
  - L'estàtua de Sainte Foy de Conques, carregada de pedreria.
  - Altres peces del tresor de l'església de Sainte Foy de Conques (Averyrón, França).
- Art visigot (segle VII): 
  - El famós Tresor de Guarrazar, format per corones i creus votives d'or amb pedreria i esmalts.
  - Diversos anells i collarets d'or, d'altres procedències o localitats al Museu Nacional a Madrid.
- Art ibèric de tradició visigoda (segles VIII al X):
  - Les creus de fusta recobertes d'or i adornes amb pedres, esmalts i filigranes que es conserven a la catedral d'Oviedo (a la Cambra Santa) conegudes amb el nom de Creu dels Àngels i Creu de la Victòria (anys 808 i 908) i una altra de semblant que hi va haver a la catedral de Santiago de Compostel·la (l’any 874).
  - El cofre-reliquiari de Do Fruela II de fusta adornada amb àgates, muntades en or (de l’any 901) que també està a la catedral d'Oviedo.
- Art irlandès o' celta cristià': els objectes antics del Museu de Dublín.

- Art italo-romà d'Orient (segles IX i X): 
  - Hi ha diversos objectes de culte dels quals destaca el Paliotto de Milà (a l'església de Sant Ambrosio), un preciosíssim frontal xapat d'or i plata amb relleus de figures i amb perles, pedres fines i esmalts, que es considera la millor peça d'orfebreria cristiana anterior al segle xi (any 835).
  - Com excel·lents obres de treball del bronze d'imitació romana d'Orient s’esmenten les xapes de bronze amb relleus que cobreixen les portes de diferents esglésies italianes d'aquesta època i de la següent.

#### Islàmic

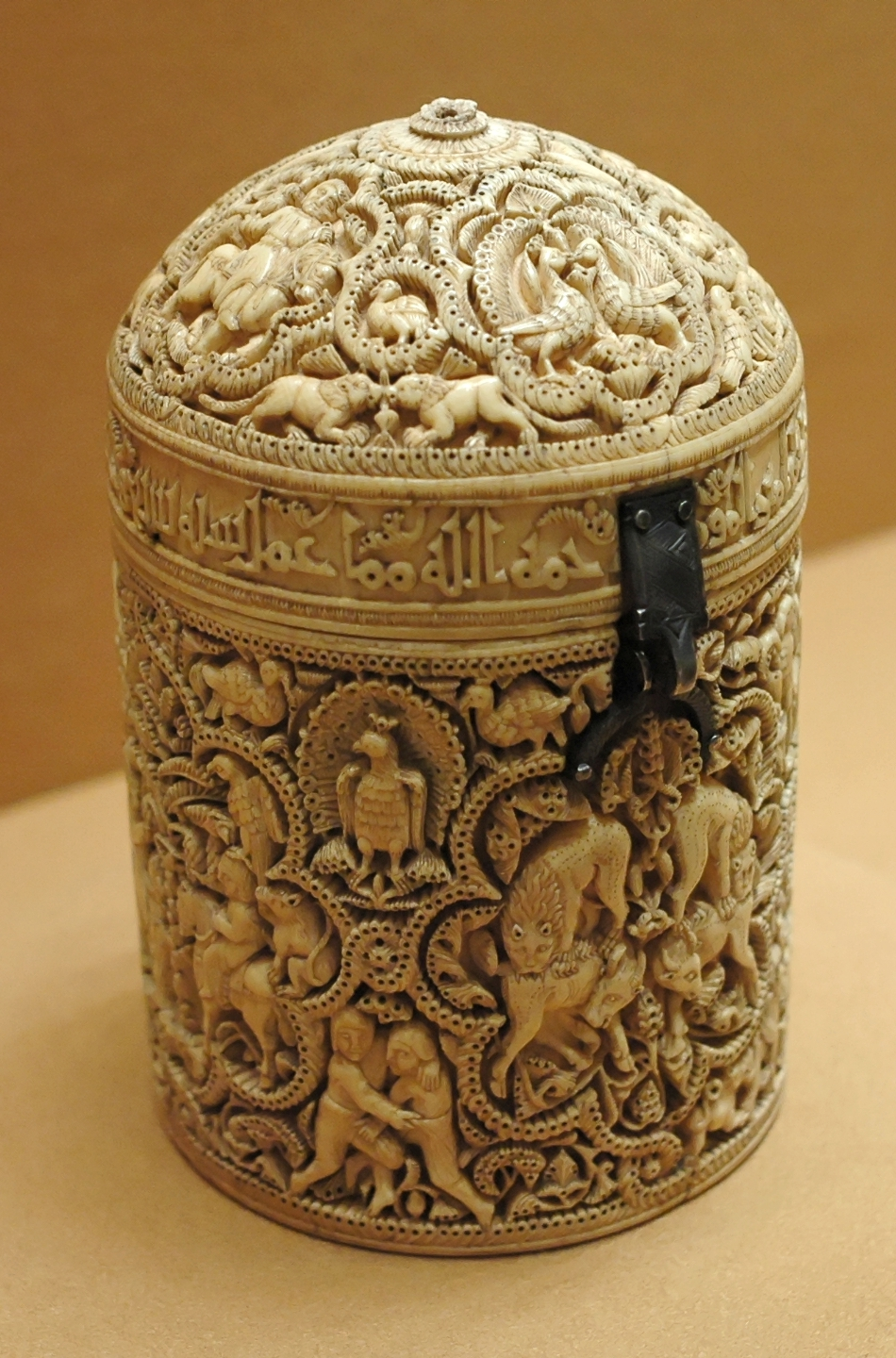
Recipient d'ivori tallat.

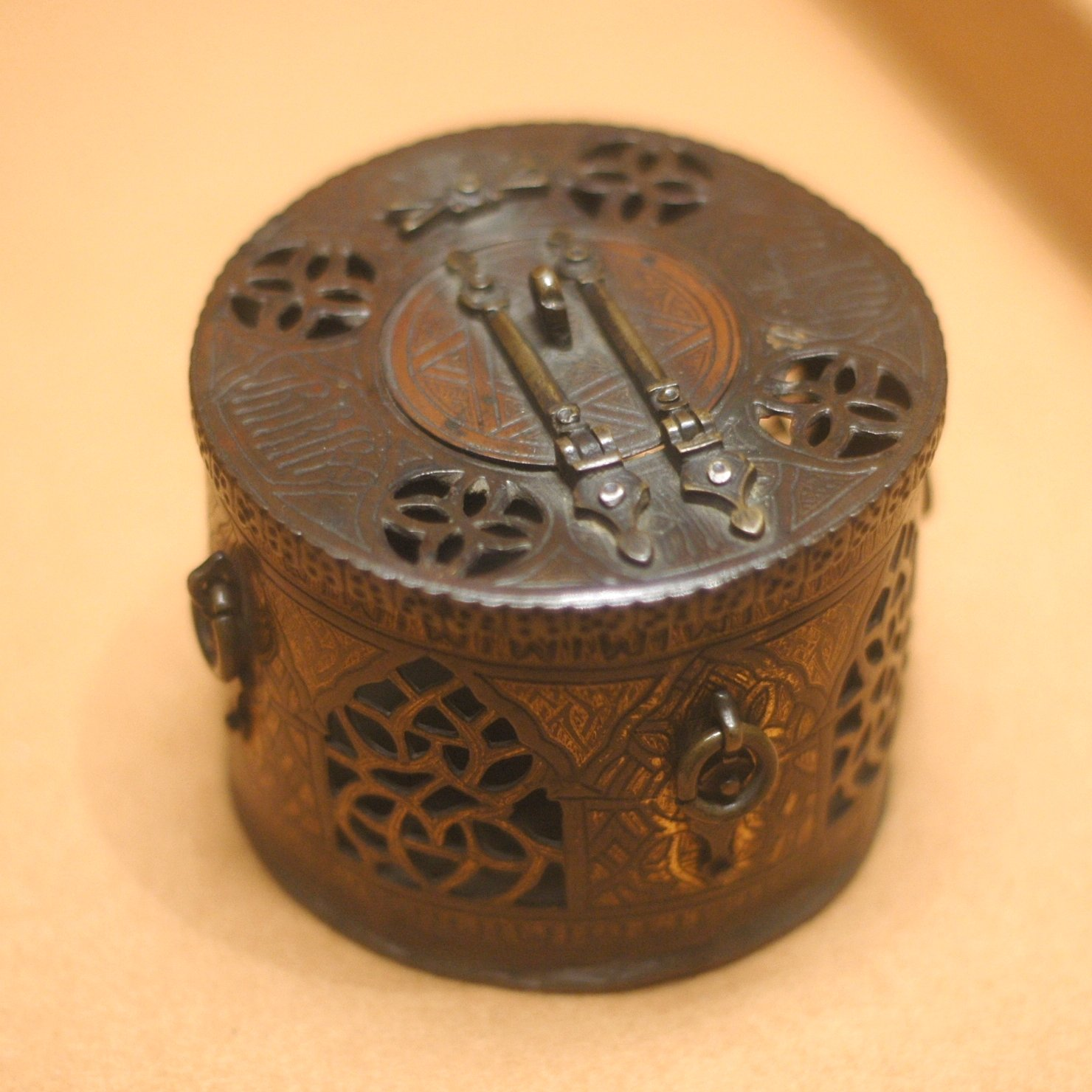
Perfumer.

L'orfebreria musulmana es distingeix per la seva ornamentació especial de fullaraca i llaceries, finíssimes filigranes i tasques de bell damasquinatge. Aquest art va produir principalment cofres o arquetes, joies (com ara braçalets, collarets i arracades), guarnicions i empunyadures d'armes i llums enormes. Les peces més antigues que es conserven a Espanya són les arquetes de fusta xapades d'argent repujada i amb esmalts i inscripcions, sent la coberta a manera de tomba, que els dona el nom d'arquetes tombades encara que n’hi ha algunes de forma oval o cilíndrica. L'arqueta de la catedral de Girona és d’estil islàmic i és la més antiga (any 976), així com les dues de la col·legiata de Sant Isidoro de León.
Les joies aràbic-hispanes que existeixen avui en dia i que es poden veure als museus de Granada i Nacional de Madrid (algunes també guardades al del Caire d'Egipte i el de Kensinton de Londres), daten dels segles xiv i xv. Les armes amb empunyadures i guarnicions artístiques, damasquinades i incrustades, pertanyen a la mateixa època i es guarden en diversos museus i col·leccions particulars. Per exemple, l'espasa morisca de Don Joan d'Àustria, es troba a Madrid.
Pel que fa als enormes llums, llanternes i altres atuells de bronze amb treball de calat i adorns damasquinats, es poden admirar al Museu del Caire i al  Nacional d'Espanya. En aquest, es troba la coneguda amb el nom de Llum d'Orà encara que sigui procedent de Granada. Porta la data corresponent a l'any 1305 i mesura 2,15 metres d'alçada.
D'art mudèjar existeixen gran varietat de peces artístiques, principalment, de bronze. En aquest context, són importants les portes de bronze trucades del Perdó a la catedral de Còrdova (segle XIV) i altres d'igual nom a la de Sevilla (segle xv) i Toledo (any 1337), etc.
A Andalusia també es troben algunes peces de coure o de bronze a manera de medalles amb nansa per subjectar-les. Porten en una de les cares certs ornaments aràbics en gravat o relleu amb esmalt o sense. Són penjants (dels segles XIII al XV) que van servir per adornar els arreus dels cavalls. La col·lecció més destacable es troba a Madrid.

#### Romànic

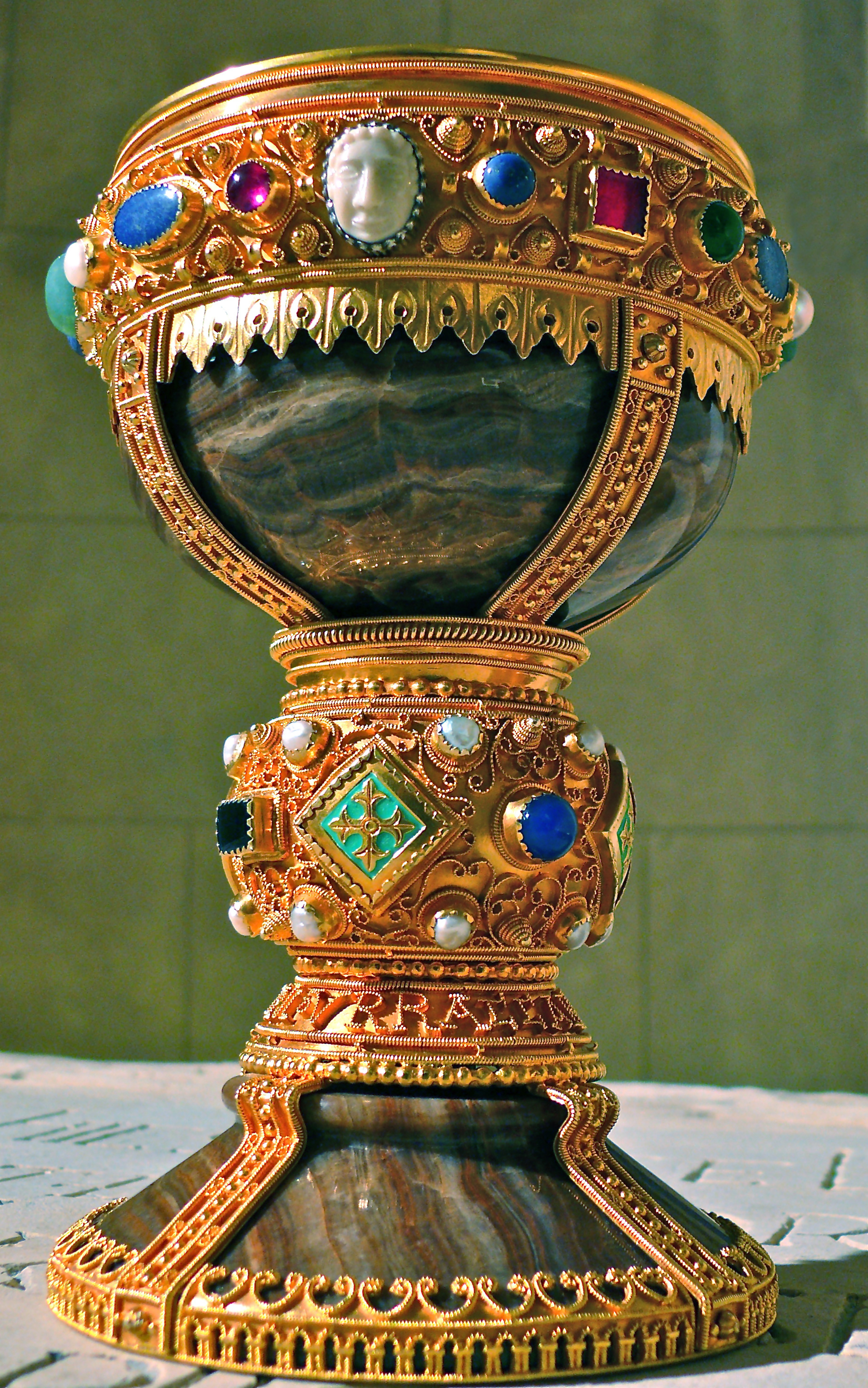
El Calze de Doña Urraca, a la basílica de Sant Isidre, Lleó.

L'orfebreria cristiana dels segles XI, XII i part del XIII es caracteritza per la preferència que dona al bronze daurat i esmaltat quan es tracta d'obres en grans dimensions, per la reducció o menys abundant ús de la pedreria, substituint parcialment per l'esmalt i per la riquesa o profusió de labors amb què tracta d'embellir.
Es conserven d'aquesta època riques tapes de llibres litúrgics, calzes, crucifixos i algunes altres imatges, lampadaris i corones lluminoses, frontals d'altar i cofres i arquetes-reliquiaris que solen tenir la forma d'una caseta amb coberta o sostre a dues vessants amb relleus d'imatges als nínxols. El material més habitual és la fusta xapada de bronze o plata i daurats.
Tenen importància històrica i artística les peces dels següents estils:
- Art alemany: amb la seva famosa escola del Rhin, destaquen les grans urnes o arquetes de relíquies i els frontals, especialment, l'Arca dels Sants Reis, d'argent daurada, or, esmalts i pedreria. A més, les portes de bronze i les superbes corones lluminoses, com, la de Hildesheim feta de bronze amb imatges i torretes que representen la ciutat santa de la Glòria.
- Art francès: algunes peces d’art francès són el calze de Sant Remigio cobert d'or i adornat amb perles, pedres, esmalts i filigranes; o bé arquetes-reliquiaris de Llemotges, bàculs i creus, com l'arqueta de la Catedral d'Osca, el bàcul de Mondoñedo i el bàcul d'Estella, d’Espanya.
- Art irlandès: característic pels capritxosos entrellaçats, arquetes, bàculs i cobertures d'argent que adornen algunes campanes d'antics ermitans que es tenen en veneració, com és el cas de les que es guarden al Museu de Dublín i en el Britànic de Londres.
- Art anglès: relacionat estretament amb el d'Irlanda, les joies de la catedral de Gloucester, sobretot, el canelobre de bronze daurat i cisellat adornat amb nou figures humanes i quaranta-dos monstres esculpits.
- Art italià: més o menys influït pel romà d'Orient:
  - El gran reliquiari de l'oratori anomenat Sancta Sanctorum a Sant Joan del Laterà (Roma).
  - El frontal de Cittá di Castello (tots dos d'argent amb figures cisellades).
  - El canelobre amb set braços de bronze esmaltat a la catedral de Milà.
  - Altres objectes de culte fabricats a l'abadia de Monte Casino.
- Art ibèric: que sovint admet influències de l'àrab: 
  - Pericó de Sant Isidor fet de fusta folrada amb xapes d'argent repussada i cisellada (segle xi).
  - El calze ministerial d'argent de Santo Domingo de Silos cobert de filigranes.
  - El calze de Doña Urraca, a San Isidoro de Lleó, fet àgata i ornamentat amb or i pedreria.
  - Pericó de Sant Millán de la Cogolla (de l'any 1033).
  - Arca santa d'Oviedo de la catedral d'Oviedo revestida d'argent repujada i decorada amb figures d'escenes evangèliques. S'atribueix al segle xi encara que es considera de procedència estrangera.
  - Algunes efígies sedents de la Mare de Déu de fusta, xapades d'argent repussada i cisellada juntament amb els seus trons (que solen portar esmalts) com les d'Ujué, Roncesvalles i la catedral de Pamplona, les de Lugo, Astorga, Sevilla, etc.

##### Orfebreria romànica
- Canelobre
- Arqueta de la Resurrecció
- Encenser

#### Gòtic
Des de mitjans del segle xiii fins al segle xv, a l'Europa gòtica, l'argent blanc o sobredaurat es va substituir per l'or com a matèria primera predominant i aquest es va destinar a peces úniques com ara per a la propietat de moarques, tresors catedralicis o bé peces de patriciat urbà. Aquesta substitució es va deure al fet que es tractava d'un material més econòmic, atès que l'argent era més abundant i, per tant, de preu més reduït, admetia l'aliatge amb el coure i donava un grau suficient de duresa que en facilitava el treball.
L'orfebreria gòtica es distingeix de la romànica per la perfecció de les figures cisellades, pel que fa als ornaments, i, especialment, en la forma de capelles gòtiques acabades en cresteria quan es tracta d'arquetes-reliquiaris. Als segles XIV i XV es recarreguen excessivament de minuciosos detalls decoratius tots els objectes. També en aquests segles els esmalts varen tenir molta importància en l'orfebreria i es realitzaven tres procediments: el llemosó opac, el translúcid o transparent i l'esmalt pintat (una variant de la tècnica anterior).
Pel que fa a l'argenteria gòtica són pocs els exemples d'obres civils, tot i que sabem que existia l'ús de l'argenteria domèstica per les representacions de gerres, plats ornamentals de tradició tardorromana, aiguamans, àmfores i gerros. No obstant, tot estava destinat molt més a l'ostentació de riquesa en els banquets que a un ús funcional. En canvi els exemples d'orfebreria religiosa són molt abundants; calzes, creus, reliquiaris, plats almoiners, encensers, custòdies i altars complets. Des del punt de vista decoratiu es passa de la imitació dels models de l'antiguitat clàssica a la influència de l'ornamentació romana d'Orient i a trets del gòtic.
Entre els més notables treballs d'aquesta orfebreria destaquen els següents:
- Art parisenc: va abundar en la confecció de mobles profans i va elaborar preciosos reliquiaris d'or i plata amb exquisida delicadesa.
- Art llemosí: que principalment es va ocupar en el treball de coure o bronze amb esmalts. En moltes esglésies i museus es poden veure nombroses peces de caràcter religiós com ara creus, reliquiaris, bàculs, cofrets, etc.
- Art alemany: a aquesta zona es va conservar durant molt de temps reminiscències romàniques. Cal destacar: 
  - La corona de l'Emperador Enric II el Sant (a Baviera).
  - La caixa-reliquiari de les grans relíquies d'Aquisgrà en forma d'edicle ogival.
  - Les creus, calzes, ostensoris i reliquiaris esmaltats que figuren en el tresor de diverses esglésies.
- Art italià: els delicats orfebres eren escultors i ciselladors ja inclinats cap al Renaixement. Es conserven nombrosos objectes de mobiliari religiós deguts al cisell dels Pisanos i els seus deixebles. Algunes obres importants són els tresors de les catedrals de Milà, Venècia, Florència, Siena i Pisa amb el sumptuós i gran reliquiari dels Corporals de Bolsena a la catedral de Orbieto i amb les portes de bronze del baptisteri de Florència i el retaule d'argent al mateix (segle XIV), etc.
- Art ibèric: va reunir elements de les altres escoles europees i de l'aràbiga. Parlem de:
  - El gran reliquiari d'argent i de forma rectangular dividit en compartiments anomenat Taules alfonsines (d'Alfonso X) i la corona atribuïda a Sant Ferran, tots dos objectes a la catedral de Sevilla.
  - El tron d'argent del Rei Martí a la catedral de Barcelona, de finals del segle xi i el retaule també d'argent del santuari de Sales, al costat d'Osca de la mateixa època.
  - La creu processional d'or amb esmalts de la catedral de Girona (segle xv) en la qual es troba també el cèlebre retaule d'argent amb el seu baldaquí del segle xiv.
  - La creu d'argent daurada i esmaltada a la capella del Condestable de la catedral de Burgs.
  - La Creu guió de Mendoza que es va alçar sobre l'Alhambra el dia de la conquesta de Granada a la catedral de Tolet.
  - La corona i ceptre dels Reis Catòlics a la Capella Reial de Granada.
  - Les magnífiques custòdies o ostensoris i creus d'argent que tenen algunes catedrals com la de Lleó.
  - El reliquiari dels Corporals de Daroca.
- Art portuguès: es tracta d’un art semblant al de la Península Ibèrica.
  - Ostensori i bàcul de l'infant Don Enrique (segle xv) a la catedral de Evora.
  - Ostensori de Betlem o de l'Ajuda fet a base d’or i amb els dotze apòstols (principis del segle xvi).

### Edat Moderna

#### Renaixement [ modifica]
Arribat el segle xvi, l'art dels escultors i orfebres italians es va imposar a tot Europa, especialment amb la influència que van exercir les produccions de Benvenuto Cellini. Però a finals del segle xvii i durant el segle xviii va imperar el gust francès, molt fastuós i sovint exagerat, estenent per tot arreu en aquest últim segle l'ornamentació típica de l'estil Lluís XV. Són incomptables i es troben per tot arreu els objectes eclesiàstics i profans d'aquesta orfebreria, sobresortint al segle xvi els següents:
- Els dos gerros d'argent atribuïts a Cellini al palau Durazzo de Gènova.
- El ric portapau d'or i columnetes de lapislàtzuli que atresora la catedral de Milà.
- Els curiosos cofrets damasquinats de Milà i Venècia.
- Les precioses copes d'àgata i lapislàtzuli amb muntura d'or i esmalts dels segles XVI al XVIII que s'admiren al Museu del Prat (Madrid).
- Canelobres, llums, portapaus, creus, ostensoris i calzes d'argent en moltíssimes esglésies.
- Armes i armadura d'acer amb labors damasquinades que tan en voga van estar per als exercicis de torneig en l'època de Carles V.

A la Península Ibèrica hi va haver famosos tallers o centres d'orfebreria com els de Burgos, Lleó, Palència, Velladolit, Salamanca, Tolet, Saragossa, Conca, Còrdova i Sevilla i es va formar l'estil anomenat plateresc. En aquest període s’elaboraren precioses creus processionals i riquíssimes custòdies d'argent com les de Jaem i Saragossa i, de la mateixa manera, devotes efígies en bust que alhora servien de reliquiaris, com les de Saragossa i Tarazona.
El va seguir l'estil clàssic durant el regnat dels Felips i a ell es deuen les superbes custòdies d'Àvila, Velladolit i Sevilla, amb altres innombrables i grandioses peces d'argent, com el frontal i la graderia de l'altar de la catedral de Samora.
S’estengué de seguida l'estil barroc i en ell es van inspirar sumptuosos mobles o estris com els grans candelers d'argent de la catedral de Mallorca, les enormes llums i faristols que s'admiren en moltes esglésies, els frontals i graderies d'altar amb figures repujades que es poden veure a la catedral de Barbastre i a l'església de Sant Ildefons a Samora, entre d'altres.
D’estil renaixentista també es van construir exuberants mobles i estris de bronze (sense parlar aquí d'estàtues), com els següents:
- El faristol de cor i l'altíssim tenebrari de la catedral de Sevilla.
- La reixa de la capella de Saporta a la catedral de Saragossa.
- El púlpit de la catedral de Santiac de Compostel·la.
- Les planxes de revestiment de la porta dels Lleons de la catedral de Tolet.
- Les arquetes i cofres amb tasques damasquinades de molts palaus.
- Els medallons i safates artístiques .

Des del segle xix s'imiten els estils medievals, sobretot, els romans d'Orient i gòtics, a més dels clàssics del renaixement.

## Orfebres destacats
- Paul de Lamerie
- Paul Storr
- Lorenzo Ghiberti
- Benvenuto Cellini
- Johannes Gutenberg
- House of Fabergé
- Lalique
- Ramon Sunyer Clarà